# Craspediopsis necopina
Craspediopsis necopina là một loài bướm đêm trong họ Geometridae.